# Целомъдрие
Целомъдрието е въздържане от секс и сексуални помисли. В християнството е добродетел, а в будизма се нарича въздържание и е етически принцип.
Особено в християнството, това се отнася до така наречената „похот“ (невъздържано сексуално желание), което води до копулация (съвкупление или сексуален акт).
Будизмът също намира въздържанието за полезно, етично и духовно извисяващо; според него сексът и сексуалните отношения, които водят до брак и семейство, са причина за обвързване, което замъглява чистотата на ума.

## В християнството
В християнството се смята, че – както и при много други пороци – избягването на първото прегрешение предпазва от пристрастяване и от безогледно изпадане в това пристрастие. Затова мъдрият човек, нежелаещ да се пристрасти, се отказва, сдържа себе си именно от първия опит в това.
Великият християнски философ и теолог Квинт Септимий Флорент Тертулиан (II – III век), в своята творба De Exhortatione Castitatis („За поощрението на целомъдрието“), разкрива наличието на три вида целомъдрие, а именно:
- „Първата девственост е девствеността по рождение... изобщо да не се знае за това, от което после ще възжелаеш да се освободиш“. (лат. Prima species est virginitas a nativitate ... Prima virginitas felicitatis est, non nosse in totum a quo postea optabis liberari)
- „Втората е в доброволната разлика между съпрузите, тя или ни очистя в брака от съвъкуплението, или доброволно живеем в брака, сякаш сме вдовец/вдовица – да презираме това, което ни е твърде добре известно“. (secunda, virginitas a secunda nativitate, id est a lavacro, quae aut in matrimonio ex compacto, aut in viduitate perseverat ex arbitrio ... contemnere cuius vim optime noris)
- „Третата степен е моногамията, когато след смъртта на първата жена се въздържаме от женския пол“. (tertius gradus superest monogamia, cum post matrimonium unum interceptum exinde sexui renuntiatur)[2]

В Римокатолическата църква на миряните не се разрешава развод и повторен църковен брак. Например английският крал Хенри VIII, заради желанието си да сключи брак със своята любовница, е изключен от Светата Римокатолическа църква.
Известни сатири на похотта са Geschlecht und Charakter („Пол и характер“) от Ото Вайнингер и Croissez et multipliez („Растете и се множете“) от Габриел Марсел.

## В будизма
В будизма от монасите и монахините се очаква да са целомъдрени.
Будизмът позволява и поощрява развода, ако по други начини не се постигне хармония във взаимоотношенията между двамата партньори.